# Symplecta (Psiloconopa) laudatrix
Symplecta (Psiloconopa) laudatrix is een tweevleugelige uit de familie steltmuggen (Limoniidae). De soort komt voor in het Palearctisch gebied.